# Skandinavisk institutionalism
Skandinavisk institutionalism, eller skandinavisk institutionell teori, är en teoribildning inom organisationsforskning beträffande människan i relation till institutioner. Kärnan i den skandinaviska institutionalismen är människans föränderlighet i samband med institutionell interaktion. Att en människan går in i en institution, institutionaliseras och således förändras, för att lämna institutionen som en förändrad människa.